# Еинин
Еинин (永仁) је јапанска ера (ненко) која је настала после Шо и пре Шоан ере. Временски је трајала од августа 1293. до априла 1299. године и припадала је Камакура периоду. Владајући цареви били су Фушими и Го-Фушими.

## Важнији догађаји Еинен ере
- 1298. (Еинин 6, седми месец): У једанаестој години владавине цар абдицира и трон наслеђује његов син.[3][4]
- 1299. (Еинин 7): На власт долази нови цар Го-Фушими. У његову част мења се име ере.[3][5]
- 1299. (Еинин 7): Умире осми управник манастира Хокеџи.[6]